# Letters van de Levende
De Letters van de Levende (Arabisch: حروف الحي) was een titel gegeven door de Báb aan de eerste 18 volgelingen van het Bábí-geloof.

## De Letters
- Mullá Husayn
- Muhammad-Hasan Bushrú'í (de broer van Mullá Husayn).
- Muhammad-Báqir Bushrú'í (de zoon van Muhammad-Hasan Bushrú'í).
- Mullá 'Alí Bastámí
- Mullá Khudá-Bakhsh Qúchání (later Mullá 'Alí genoemd)
- Mullá Hasan Bajistání
- Siyyid Husayn Yazdí (secretaris van de Báb in Maku en Chihriq).
- Mullá Muhammad Rawdih-Khán Yazdí
- Sa'íd Hindí
- Mullá Mahmud Khu'í
- Mullá ('Abdu'l-)Jalíl Urúmí (Urdúbádí)
- Mullá Ahmad-i-Ibdál Marághi'í
- Mullá Báqir Tabrízí (werd later, als enige Letter, Bahá'í).
- Mullá Yúsuf Ardibílí
- Mullá Hádí Qazvíní
- Mullá Muhammad-`Alí Qazvíní (Táhirihs zwager).
- Táhirih
- Quddús